# Federico Bruno (Regisseur)
Federico Bruno ist ein italienischer Filmregisseur, Drehbuchautor und Kameramann.
Bruno studierte zu Beginn der 1980er Jahre em Centro Sperimentale di Cinematografia war als Kameraassistent an einigen Filmen beteiligt und bediente 1983 für Piero Gobetti die Kamera, bevor er im selben Jahr als Regisseur debütierte. Neben etlichen Kurzfilmen entstanden so, jeweils nach eigenem Drehbuch, 1986 der Thriller Black Tunnel und 1994, nach einem Aufenthalt in den USA und einjährigem Regie-Studium an der UCLA das Roadmovie Cash Express. Sein bislang letzter Langfilm ist die 1998 entstandene Doku-Fiktion Torero mit Francisco Rabal.
Sein Kurzfilm Il capo al fiume gewann das Festival di Torino; mit seinen folgenden Filmen nahm er an zahlreichen weiteren Festivals teil. In seinen bislang letzten Filmen beschäftigte er sich mit den Themen Bauspekulation (2005) und dem Borderline-Syndrom (2007).

## Filmografie (Auswahl)
- 1986: Black Tunnel (Blacktunnel)
- 1994: Cash express
- 1998: Torero (erschienen 2001)